# Gare de Pont-Audemer
Gare de Pont-Audemer vasútállomás Franciaországban, Pont-Audemer településen.

## Vasútvonalak
Az állomást az alábbi vasútvonalak érintik:
- Évreux-Embranchement-Quetteville-vasútvonal

## Kapcsolódó állomások
A vasútállomáshoz az alábbi állomások vannak a legközelebb: